# توم براون (لاعب كرة قاعدة أمريكي)
توم براون (بالإنجليزية: Tom Brown)‏ هو لاعب كرة قاعدة أمريكي، ولد في 21 سبتمبر 1860 في ليفربول في المملكة المتحدة، وتوفي في 25 أكتوبر 1927.

## وصلات خارجية
- توماس براون على موقعبيزبول رفرنس.كوم (الدوري الرئيسي) (الإنجليزية)
- توماس براون على موقعبيزبول رفرنس.كوم (الدوري الثانوي) (الإنجليزية)